# Monestir de Santa Llúcia d'Alzira
El Monestir de Santa Llúcia d'Alzira o Monestir de Santa Llúcia, també conegut com a Convent de les Llúcies, és un conjunt  conventual  renaixentista, erigit durant el segle xvi] a Alzira, del qual subsisteixen el claustre, la  nau i la façana de l'Església.
Declarat bé d'interès cultural per la Disposició Addicional 2a de Llei 16/1985, de 25 de juny, de Patrimoni Històric Espanyol i Disposició addicional 1a Llei 4/1998, d'11 de juny, del Patrimoni Cultural Valencià. El seu número de referència és RI-51-0011339.

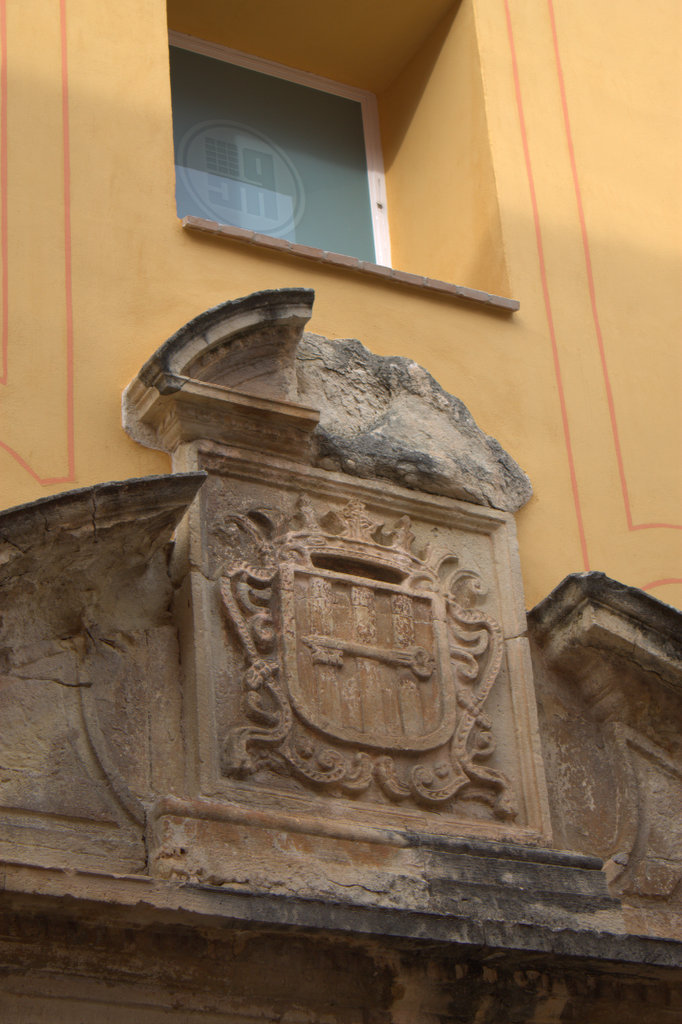
Monestir de Santa Llúcia

A la façana es pot contemplar un escut protegit com bé d'interès cultural, que representa l'escut heràldic de la ciutat d'Alzira.
El Convent de Santa Llúcia i Casa Real, està situat al número 26 del carrer Major de Santa Llúcia. Es tracta d'un antic convent i Hospital de l'Orde de Sant Agustí, pertanyent al segle xvi. Enfront de l'edifici es troben les ruïnes de la Casa Reial, del segle xiii, on va residir Jaume I d'Aragó.

## Descripció
L'antic Convent de Santa Llúcia va ser hospital municipal i casa conventual femenina pertanyent a l'Orde de Sant Agustí. Edificat al segle xvi. Subsisteixen el claustre del convent, i de l'Església nau i façana, que presenta l'escut heràldic de la ciutat ( BIC) integrat a la portada renaixentista.
L'edifici del convent està inclòs com bé de rellevància local de 2002 pel seu valor històric-artístic. A més, el seu valor s'incrementa per trobar-se en el conjunt històric de la Vila, declarat bé d'interès cultural per decret del Consell de la Generalitat, i enfront d'una altra de les zones emblemàtiques de l'antiga ciutat, la Casa Reial.
Aquest immoble consta de tres cossos diferenciats, la façana del convent, la façana del temple i la del magatzem que recauen al carrer Santa Llúcia i en Major Santa Maria.

## Història
La façana d'aquest immoble que data del 1536 compta amb un escut heràldic de la ciutat registrat en l'inventari general pel que és un dels edificis amb interès que han de ser conservats.
L'Ajuntament d'Alzira va signar un conveni amb l'empresa propietària per restaurar l'antic convent de Santa Llúcia, a principis de 2012.
Durant la realització de les obres de recuperació a la façana, es va descobrir un fragment de mur de grans dimensions que podria atribuir-se al citat en la crònica de  Jaume I en descriure el pacte que realitza per a la rendició d'Alzira, separant en dues parts el recinte intramurs, una per als pobladors musulmans i una altra per als cristians. Concretament el fragment s'ha descobert en les excavacions arqueològiques que està realitzant el Museu Municipal d'Alzira.
La coneguda com Casa Reial o la Casa de l'Olivera, situada davant l'immoble de Santa Llúcia, torre que s'indica podria ser la torre de vigilància situada al dit mur de separació.